# هذه أميركا
هذه هي أميركا (بالإنجليزية: "This Is America"،  ذِسْ إِزْ أَمارِكَا) هي أغنية لمغني الراپ الأميركي تشايلدش گامبينو (دونالد غلوفر). من تأليف وإخراج غلوفر ولودفيغ غورانسون، أصدرت الأغنية يوم 6 مايو 2018، عندما اضطلع غلوفر بدور مقدم برنامج ساترداي نايت لايف. تضم الأغنية أصوات خلفية لفناني الراپ الأميركيين يونج ثاج وسْلِم دْجِمي وبْلوكبوي دْجايبي ‏ وتوانيوان ساڤادج وكوايڤو. ليست المختارة الأولى من ألبومه المقبل. قام بإخراج فيديوها الموسيقي المخرج هيرو موراي ‏.

## تلحين
تتميز الأغنية بجوقة گوسپل وإسهامات خلفية من عدة فناني راپ أميركيين: يونْگ ثُگ وسْلِم دْجِمي وبْلوكبوي دْجايبي وتوانيوان ساڤادج وكوايڤو. يعود يونْگ ثُگ في نهاية الأغنية ليقدم الخاتمة.تتناول كلمات الأغنية موضوع كونِ أسودَ في الولايات المتحدة والعنف المسلح في الولايات المتحدة.

## فيديو موسيقي
الفيديو الموسيقي من إخراج هيرو موراي ‏ أصدر تزامنا مع الأغنية. المقطع يتبع گامبينو (هوية غلوفر الموسيقية) وهو يرقص عبر أنحاء مستودع، يتفاعل مع مشاهد جارية في الخلف. يؤدي گامبينو وحاشيته من الراقصين عدة من حركات الرقص واسعة الانتشار بما فيها حركة الگواراگوارا من جنوب إفريقيا وحركة «إطلاق» التي روجها بلوكبوي دجايبي ‏،  وفن الرقص في الفيديو من تصميم شاري سلڤر.
بقدر ما هو عنيف، الفيديو يحفل بالرمزية، فيستدعي إلى رموز قوية ومؤلمة من أعماق تاريخ وثقافة الولايات المتحدة، مثل شخصية العم توم وكامبينو يرتدي سروال الجندي الكونفدرالي، كما أن الفيديو يشير إلى أحداث حديثة مثل إطلاق النار في كنيسة تشارلستون والموضة الثقافية الحديثة.

## استقبال
وصف سبانسر كومهابر من مجلة ذا أتلانتيك ردود فعل للفيديو على تويتر بأنها «نهر متدفق من المدح المستحق» والفيديو بأنه «أكثر فيديو موسيقي حديثا في الذاكرة الحديثة.» وعلق دانيل كراپس من مجلة رولينغ ستون عليه قائلا: «إنه سريالي، وبيان سحيق عن العنف المسلح في الولايات المتحدة.»

## فريق عمل
فريق العمل مقتبس من تايدل.
- دونالد غلوفر – إخراج
- Ludwig Göransson – إخراج
- Young Thug – أصوات خلفية
- Slim Jxmmi – أصوات خلفية
- كويفو– أصوات خلفية
- 21 Savage – أصوات خلفية
- BlocBoy JB – أصوات خلفية
- Riley Mackin – هندسة صوتية
- Alex Tumay – هندسة صوتية
- Derek "MixedbyAli" Ali – هندسة مزيج صوتية
- Mike Bozzi – هندسة صوتية نهائية

## روابط خارجية
- هذه أميركا على موقع IMDb (الإنجليزية)